# 테레즈바로시
부다페스트 6구(헝가리어: Budapest VI. kerülete), 테레즈바로시(헝가리어: Terézváros)는 헝가리 부다페스트를 구성하는 23개의 구 중 하나다.